# Vacciniina baicalica
Vacciniina baicalica är en fjärilsart som beskrevs av Kurentsov 1970. Vacciniina baicalica ingår i släktet Vacciniina och familjen juvelvingar. Inga underarter finns listade i Catalogue of Life.